# Cyclophora pandularia
Cyclophora pandularia là một loài bướm đêm trong họ Geometridae.